# Duncan Idaho
Duncan Idaho è un personaggio immaginario del Ciclo di Dune di Frank Herbert.

## Biografia del personaggio
Duncan Idaho nasce su Giedi Primo, negli anni di regno del Barone Vladimir Harkonnen, in una famiglia dalle condizioni modeste. Alla tenera età di nove anni viene trascinato nelle prigioni feudali durante una battuta di caccia di Glossu Rabban, nipote del barone ed erede designato della Casa Harkonnen, dove poco dopo assisterà alla brutale uccisione dei genitori.
Successivamente, il ragazzino è drasticamente costretto ad imparare a sopravvivere contro la malvagità tipica degli Harkonnen insieme ad altri coetanei, con i quali viene utilizzato alla stregua di un animale da divertimento in una spietata caccia all'uomo all'interno dell'immensa città di Barony, capitale di Giedi Primo. Tenendo conto della sua straordinaria determinazione, Duncan riesce ogni volta a uscire indenne dalle prove più disperate, cosa che gli garantisce una sorta di promozione a quella che pare una sfida decisamente impossibile: riuscire a sfuggire a Rabban e a una crudele pattuglia di soldati ai suoi ordini da una foresta dopo che gli sarà impiantata una trasmittente in una spalla. Con incredibile tenacia accompagnata da una giusta dose di cinismo, il ragazzino riesce a seminare il commando assassino alle sue calcagna e a fuggire dal pianeta maledetto con l'aiuto insperato della stessa donna che aveva fatto condannare i suoi genitori come dissidenti.
Dopo un viaggio burrascoso riesce ad arrivare inosservato su Caladan, la patria dei nobili Atreides, e dopo un lunghissimo pellegrinaggio sulle acque del pianeta riesce a raggiungere Castel Caladan, il magnifico maniero ove risiede il Duca Paulus Atreides, capo della dinastia e feudatario di Caladan. A Duncan viene accordata un'udienza con il Vecchio Duca in persona e con il giovane figlio, Leto, che rimangono impressionati dalle sue capacità e lo ammettono alla corte di famiglia. Il suo primo incarico è come stalliere dei tori salusani che il Duca ama utilizzare nelle cruente ma spettacolari corride che offre come dono al popolo.
Dopo qualche tempo, forte ormai di una notevole familiarità con la mansione attribuitagli, il giovane è l'unico ad accorgersi dello strano comportamento di un toro alla vigilia di un'importante corrida, ma gli viene ordinato in malomodo di tacere dal sovrintendente della servitù delle stalle. Nel bel mezzo dello spettacolo il Vecchio Duca rimane ucciso dall'animale di fronte alla folla, e Leto, appena sedicenne, prende il suo posto di feudatario. Il suo primo atto consiste nell'aprire un'indagine con cui accertare la verità: il toro è stato appositamente drogato, e i primi sospetti ricadono proprio su Duncan, probabile spia degli Harkonnen. Successivamente, però, le testimonianze confermeranno l'esistenza di un complotto della madre, la duchessa Helena, sostenuta dal barone Harkonnen,
che per punizione verrà mandata in esilio dal figlio in un convento sul Continente Orientale.
Duncan si avvicina molto al nuovo signore di Caladan, con cui instaura rapporti molto cordiali. Lo stesso Leto propone di inviarlo a studiare l'arte del combattimento nella famosa Scuola di Ginaz, antichissima e prestigiosa accademia di guerrieri, che al termine di un addestramento costantemente ai limiti della sopravvivenza farà di lui un Maestro di Spada, un combattente di alto livello le cui abilità potranno rivaleggiare con i migliori armigeri della Galassia. Dopo otto anni di addestramento in ogni parte di Ginaz, Duncan e pochi altri si distinguono con grande onore difendendo la posizione al brutale attacco non previsto di un commando inviato a tradimento da una Casa feudale i cui allievi sono stati precedentemente cacciati dalla scuola. I suoi insegnanti lo nominano dunque maestro di Spada, e torna fieramente al servizio del suo Duca Leto, di cui diviene Maestro d'Armi al comando di Thufir Hawat, il Mentat degli Atreides.
Anni dopo, insieme all'amico e Gurney Halleck, altro importantissimo soldato di Leto proveniente come lui da Giedi Primo, Duncan cura l'educazione militare del giovane principe Paul, figlio di Leto e Lady Jessica, una Bene Gesserit da cui ha ereditato misteriosi e vasti poteri mentali.
Successivamente, l'Imperatore Shaddam IV ordina che gli Atreides si rechino sul desertico pianeta Arrakis per estrarre la Spezia al posto degli Harkonnen, e il Duca Leto affida a Duncan il compito non facile di stabilire un contatto amichevole con i misteriosi Fremen, gli abitanti delle remote regioni desertiche di Arrakis, dei quali Atreides ritengono utile la stima. I Fremen lo accettano nelle loro caverne, svelando per la prima volta ad uno straniero i segreti meglio custoditi e più remoti della loro cultura.
Quando gli Harkonnen attaccano Arrakis e uccidono il Duca, Duncan riesce prontamente a salvarne il figlio Paul in una caverna Fremen, grazie anche al prezioso aiuto del misterioso Dottor Kynes, ma viene sorpreso e ucciso da un battaglione Harkonnen. Poco dopo il suo corpo viene recuperato dai Sardaukar, l'esercito imbattibile di Casa Corrino, la famiglia reale, e consegnato ai Tleilaxu, grandi maestri delle discipline biologiche e genetiche che lo resuscitano facendo di lui un ghola privato della personalità e dei ricordi della vita passata.
Gli viene attribuito il nome Hayt, e viene addestrato come Mentat distorto per poi essere consegnato a Paul Atreides, che negli ultimi dodici anni è divenuto Imperatore al posto di Shaddam IV. Il suo compito in realtà non è assistere il sovrano come avrebbe fatto Thufir Hawat, ma ucciderlo per ordine del Bene Gesserit, della Gilda Spaziale e di alcune principesse di Casa Corrino nell'intento di riprendersi il potere sottratto dagli Atreides. Tuttavia, grazie ad Alia Atreides, in lui si risvegliano alcune sue memorie perdute fino al momento in cui, posto di fronte a quel condizionamento mentale che lo dovrebbe obbligare a uccidere Paul, in lui si innesca un meccanismo che gli consente di ricordare tutta la sua vita passata, e di tornare ad essere il Duncan Idaho di una volta.
Poco tempo dopo, però, in rispetto di un'antica tradizione Fremen, l'Imperatore diventato ormai cieco si incammina da solo nel deserto per trovare la morte. Alia diventa reggente e acconsente di sposare Duncan, diventato un Mentat dall'educazione classica al servizio degli Atreides. Successivamente sacrificherà una seconda volta la propria vita con l'intento di indurre Stilgar a schierarsi contro l'amata Alia, ormai posseduta dallo spirito del demoniaco nonno, il Barone Harkonnen, padre di Lady Jessica.
La persona di Duncan Idaho avrà una parte molto attiva nelle successive vicende storiche dell'Impero, vivendo per migliaia di anni a causa dei Tleilaxu che mantengono il materiale genetico del Duncan originale, con cui fabbricano prontamente nuovi ghola con i ricordi dell'originale morto su Arrakis durante l'attacco degli Harkonnen. La grande svolta arriverà con Leto II, figlio di Paul e successore al rango di Imperatore di Casa Atreides, trasformatosi in un immortale uomo-verme dopo un'overdose di Spezia, che lo metterà a capo del commando delle Ittiointerpreti, un commando altamente selezionato succeduto alle indomabili milizie Sardaukar, e formato unicamente da donne, costanti compagni d'avventura del sovrano durante i millenni. Questi ghola vengono utilizzati dall'Imperatore-Dio nel tentativo di stimolare in loro un comportamento particolare, e la maggior parte di loro finirà con il farsi ammazzare, talvolta da Leto, o morirà di vecchiaia.
Infine, una delle varie repliche di Duncan scoprirà di essere uno Kwisatz Haderach in piena regola come l'amato Paul, ma dovrà avvedutamente nascondere la propria natura alle Bene Gesserit.